# 登德布·特尔比希达格瓦
登德布·特尔比希达格瓦（1955年—），蒙古族，籍贯不详，蒙古国政治人物。

## 生平
特尔比希达格瓦早年学习机械工程。曾任蒙古驻德意志联邦共和国大使。在2004年国家大呼拉尔选举中，特尔比希达格瓦作为蒙古人民革命党候选人在乌兰巴托第68（Songino Xaïrxan）选区当选国家大呼拉尔委员。
2004年9月，特尔比希达格瓦被任命为食品和农牧业部部长。2012年8月，蒙古人民革命党的特尔比希达格瓦出任新政府副总理。
2014年11月5日，因诺罗布·阿勒坦呼亚格辭職而繼任代理總理職務至同年11月21日。